# Antisuyu

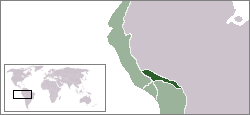
Antisuyu

Antisuyu är den östra delen av Inkariket som gränsar till den övre delen av den nutida regionen Amazonas där Antifolket lever. Antis är en samlad term för de många varierande etniska grupperna i Antisuyu som till exempel Pano eller Campa.